# Jürgen Kesting
Jürgen Kesting (* 26. Juli 1940 in Duisburg) ist ein deutscher Journalist, Musikkritiker und Fachbuchautor.

## Leben und Wirken
Kesting studierte von 1960 bis 1967 in Köln und Wien Germanistik, Anglistik und Philosophie. Nach vier Jahren als Pressechef der Electrola (1969–1971) und der Münchner Eurodisc (1971–1973) arbeitete er seit 1973 als Redakteur, Ressortleiter, geschäftsführender Redakteur und Autor für den Stern. 1993 wechselte er als Autor zu der neu gegründeten Zeitung Die Woche. Im Herbst 1997 entwickelte er für Gruner + Jahr das Musikmagazin Amadeo. Sein Bruder war der Redakteur und Publizist Hanjo Kesting.
Nach zahlreichen Musiksendungen – WDR, Südwestfunk, Süddeutscher Rundfunk, Bayerischer Rundfunk, SWR, RBB, DR – veröffentlichte er 1986 eine umfassende und als Standardwerk eingeschätzte Studie Die großen Sänger in drei Bänden. 1990 folgte eine ins Englische, Russische und Japanische übersetzte Monographie über Maria Callas, 1991 ein Buch-Essay über Luciano Pavarotti, ins Englische übersetzt. Für den NDR produzierte er dreizehn Jahre lang eine wöchentliche Musikreihe über große Sänger; für vier ARD-Sender (SFB, NDR, MDR, Süddeutscher Rundfunk) eine 26-teilige Folge über Maria Callas, danach ebenfalls 26 Folgen über den Pianisten Vladimir Horowitz; für die dritten Programme der ARD eine 13-teilige TV-Serie Die großen Tenöre der Schellack-Ära. Als freier Autor schrieb und schreibt er für die Zeitschriften opernwelt, Fono Forum und Musik und Theater. Seit 1997 ist er freier Mitarbeiter der Frankfurter Allgemeinen Zeitung. 2008 überarbeitete und aktualisierte seine Studie Die großen Sänger. Zehn Jahre lang gehört er zum Programm-Komitee der Internationalen Stuttgarter Stimmtage. Seit 2005 ist Jürgen Kesting Mitglied in der Jury des Gesangswettbewerbs „Neue Stimmen“.

## Werke

### Bücher
- Die großen Sänger. 3 Bände. Claassen, Düsseldorf 1986, ISBN 3-546-45387-5;
- Die großen Sänger. Überarbeitete Neuauflage, 4 Bände. Hoffmann und Campe, Hamburg 2008, ISBN 978-3-455-50070-7.
- Maria Callas. Monographie. Claassen, Düsseldorf 1990. Übersetzt ins Englische, Russische und Japanische.
- Luciano Pavarotti. Ein Essay über den Mythos der Tenorstimme. Econ, Düsseldorf 1991, ISBN 3-430-15385-9.
- Die großen Sänger unseres Jahrhunderts. Gekürzte einbändige Ausgabe. Econ, Düsseldorf 1993, ISBN 978-3-430-15389-8 (auch unter dem Titel Die großen Sänger des 20. Jahrhunderts. Cormoran, München 1998, ISBN 3-517-07987-1).

### Beiträge
- Händel-Handbuch 2011. 20 lexikalische Beiträge.

### Aufsätze, Essays (Auswahl)
- Das Plakat auf Reisen. Reklamepostkarten. Bibliophile Taschenbücher. Harenberg. Dortmund, 1978
- Von Mund zu Mund und Hand zum Herzen. In: Der Kuss. Achtzig Postkarten Bibliophile Taschenbücher. Harenberg. Dortmund, 1979
- Von den Bildern der Welt und dem Bild der Welt. In: Die Chronik des 20. Jahrhunderts. Eine Darstellung in Postkarten. Bibliophile Taschenbücher. Harenberg. Dortmund, 1983
- Die Stimme als Kunstwerk. In: Patrick Barbier: Farinelli. Der Kastrat der König. Vorwort. Econ-Verlag. Düsseldorf, 1995
- Von den Sprüngen der Zeit. In: André Heller: Jagmandir. Traum als Wirklichkeit. Das exzentrische Privattheater des Maharana von Udaipur. Geleit-Essay. Edition Christian Brandstädter. Wien, 1991

### Fernsehen
- Die Tenöre des Schellack-Zeitalters. Dokumentation in 13 Teilen, Erstausstrahlung: 2. Juni 1996 (Das Erste). Sendereihe über die größten Tenöre der ersten Hälfte des 20. Jahrhunderts – von Enrico Caruso über Leo Slezak und Tito Schipa bis Richard Tauber. Kommentar/Texte: Jürgen Kesting, Regie: Jan Schmidt-Garre (ausgestrahlt in Italien, Frankreich, USA; England)
- Jan Schmidt-Garre, Regie: Belcanto – Die Tenöre der Schellack-Zeit. 2017, 74 Min. (3sat, Senderinformationen zur Erstausstrahlung in D. 1. Juli 2017; mit Interviews von Kesting; Mediathek)